# Франсуа П'єр де Ла Варенн
Франсуа́ П'єр де Ла Варе́нн (фр. François Pierre de La Varenne, 1615, Діжон, Бургундія–1678, там же) — французький шеф-кухар і письменник, автор книги «Французький кухар» (фр. Le Cuisinier François, 1651), однієї з найвпливовіших кулінарних книг про зародження сучасної французької кухні. Ла Варенн порвав з італійським впливом в кулінарії, який революціонізував французьку середньовічну кухню переходом до більш легких страв і більш скромних презентацій. Є одним з фундаторів високої кухні.

## Історичні умови
Ла Варенн був серед перших французьких шеф-кухарів, що писали для професійної аудиторії і які кодифікували французьку кухню в часи короля  Людовика XIV. Серед інших відзначались Ніколя Боннефон, автор книг «Французький садівник» (Le Jardinier François, 1651) і «Сільські насолоди» (Les Délices de la campagne, 1654), а також Франсуа Массіало, автор книги «Кухар для короля і буржуа» (Le Cuisinier royal et bourgeois, 1691), яка перевидавалась в середині 18 століття.
17 ст. відзначилось кулінарною революцією, яка модернізувала французьку кухню до більш сучасних вимог. Сильно пряні аромати, успадковані від середньовічної кухні, поступилися місцем натуральним ароматам продуктів. Оригінальні екзотичні спеції (шафран, кориця, кмин, імбир, мускатний горіх, кардамон, чорнушка, райське насіння) були, за винятком чорного перцю, замінені на місцеві трави (петрушка, чебрець, лавровий лист, кервель, шавлія, естрагон). Почали використовувати нові овочі, такі як цвітна капуста, спаржа, горох, огірок і артишок.
Особлива увага має приділятись приготуванню м'яса, щоб в максимальній мірі зберегти його смакові якості. Овочі мають бути свіжими і ніжними. Риба, завдяки поліпшенню транспорту, повинна бути бездоганно свіжою. Приготування їжі повинне максимально зберігати смакову та візуальну цілісність інгредієнтів на противагу їх маскуванню, яке практикувалось раніше. Також вводилось суворе відокремлення солоних і солодких страв і їх компонентів на противагу змішуванню солодких і солоних інгредієнтів у стравах, характерних для епохи Відродження.

## Книги

### «Французький кухар» (1651)

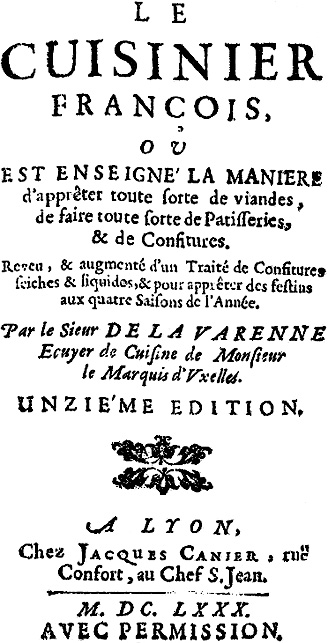
Перша сторінка книги «Le cuisinier françois»

У книзі «Французький кухар» (Le Cuisinier françois, 1651) вперше у письмовому вигляді були представлені значні кулінарні інновації, досягнуті у Франції в 17 столітті. Було кодифіковано і систематизовано вимоги до приготування їжі у відповідності з правилами і принципами. У цій книзі Ла Варенн описав створений ним соус бешамель і суп-біск. Він замінив розсипний хліб на загусник «Ру» як основу для соусів, а також смалець (лярд) на вершкове масло. Тут вперше зустрічаються терміни «букет гарні», бульйони і соуси як основи кулінарії («fonds de cuisine»), «випарювання» (фр. réduction) соуса, а також використання яєчних білків для освітлювання. Ла Варенн також описав найстаріший рецепт торта «Наполеон». Тут також знаходимо відомості про ранні форми голландського соусу: «робимо соус з якісного свіжого вершкового масла, трохи оцту, сіль і мускатний горіх, а також яєчний жовток для зв'язування соусу; слідкуємо, щоб він не згорнувся…»

### «Французький кондитер» (1653)
Книгу «Французький кондитер» (Le Pâtissier François, 1653) вважають першою всеосяжною французькою роботою щодо приготування випічки.

### Le Confiturier françois (1664)
Ла Варен описав джеми, желе, варення, рецепти сиропів, компотів і великого розмаїття фруктових напоїв, а також розділ про салати.
Ще одна книга Ла Варенна «L’École des ragoûts» вийшла у 1668 році.

### Популярність книг Ла Варенна
Усі ранні видання творів Ла Варенна, що витримали понад тридцять видань за сімдесят п'ять років, зараз є вкрай рідкісними, оскільки вони використовувались читачами на кухнях, зачитувались до дірок і подібно до дитячих книжок швидко зношувались.
Піратські видання «Le Cuisinier françois» були надруковані в Амстердамі (1653) і Гаазі (1654–1656). Незабаром з'явились наслідувачі: Le Cuisinier françois méthodique була опублікована анонімно в Парижі в 1660 році. «The French Cook» (Лондон, 1653) стало першим англійським перекладом видання з французької кулінарії на англійську мову. Були введені професійні терміни, такі як à la mode (наприклад, десерти а-ля мод), au bleu («о бльо», коли йде мова про непрожарену рибу) і au naturel («о натюрель» — у природному вигляді), які зараз є стандартними кулінарними виразами.
Про фантастичну популярність його книг можна судити по тому, що понад 250 000 їх примірників були надруковані в 250 виданнях, які вийшли до 1815 року.
Кажуть, що перший досвід Ла Варенн здобув на кухні королеви  Марії Медічі. В ті часи, коли видавались його книжки, Ла Варенн мав десятирічний досвід шеф-кухаря у дипломата і генерала Ніколя Шалон-дю-Бле, маркіза д'Юксель, якому він присвятив свої публікації і якого увічнив у «дюкселях» (duxelles, дюксель — французька грибна паста, дрібно-фаршировані гриби, приправлені травами і цибулею-шалот), які і зараз є вишуканою приправою для риби і овочів. Маркіз д'Юксель був королівським губернатором у Шалон-сюр-Сон, місті, яке можливо є місцем народження Ла Варенна.
Книга Le Cuisinier françois була перевидана у 1983 році.